# Siku da cidian
Das Siku da cidian (chinesisch 四庫大辭典 / 四库大辞典, Pinyin Sìkù dà cídiǎn, Abk. SKDCD; sinngemäß: Großes Lexikon zu den Büchern der Vier Schatzkammern) ist eine aus den Inhalten der älteren Übersichtswerke Siku quanshu zongmu 四库全书总目 und Xuxiu Siku quanshu zongmu tiyao 续修四库全书总目提要 zusammengesetzte, groß angelegte Bibliographie in einer modernen Anlage zu einem besseren Verständnis der darin behandelten alten Bücher.
Das moderne Nachschlagewerk, worin das Siku quanshu systematisch erschlossen wird, wurde von Li Xueqin 李學勤 und Lü Wenyu 呂文鬰 herausgegeben und erschien in Changchun im Verlag der Jilin-Universität (Jilin daxue chubanshe 吉林大学出版社) 1996 in 2 Bänden.
Die moderne Anlage spiegelt sich vor allem darin, dass es in moderner chinesischer Sprache geschrieben ist, Angabe von Geburts- und Todesjahr des Autors erfolgen, alte Ortsnamen in den heutigen entsprechenden Ortsnamen angegeben sind usw. Dazu wurden neuere Forschungsergebnisse moderner Gelehrter aufgenommen, um die Genauigkeit und Zuverlässigkeit der Interpretation zu verbessern. Verschiedene Titelverzeichnisse sind am Ende des Buches zu finden.
Es ist ein wichtiges Hilfsmittel der Sinologie, seine Inhalte sind auch online bequem verfügbar, und es wird beispielsweise von Chinaknowledge häufig herangezogen.